# Coppa della Divisione 2019-2020 (calcio a 5 femminile)
La Coppa della Divisione 2019-2020 è la 1ª edizione della competizione. Prende avvio il 14 settembre con il primo turno concludendosi poi il 23 febbraio 2020. Alla Coppa della Divisione sono iscritte d'ufficio tutte le squadre partecipanti ai campionati di Serie A e Serie A2.

## Regolamento
Le modalità di svolgimento della Coppa della Divisione sono le stesse della categoria maschile, ulteriori modifiche saranno specificate nel regolamento della manifestazione che sarà reso noto con comunicato ufficiale di successiva pubblicazione. Essendo l'intera competizione articolata in gare uniche a eliminazione diretta, la Divisione ha stilato preventivamente una graduatoria delle teste di serie: la società che risulterà avere il peggior posizionamento disputerà la gara in casa.

## Primo turno
Il primo turno prevede otto abbinamenti per ogni girone da disputarsi in gara unica. Per ogni girone si qualificano al turno successivo le otto squadre vincenti gli abbinamenti per complessive 64 squadre. Gli incontri si sono disputati tra il 14 e il 22 settembre 2019. Salinis e Kick Off, rispettivamente nei gironi G e A, avanzano direttamente al secondo turno.

### Girone A
| Squadra 1        | Risultato | Squadra 2     |
| ---------------- | --------- | ------------- |
| San Biagio Monza | 5 - 3     | Duomo Chieri  |
| Trilacum         | 3 - 10    | Padova        |
| Città di Thiene  | 1 - 0     | Audace Verona |

### Girone B
| Squadra 1      | Risultato       | Squadra 2       |
| -------------- | --------------- | --------------- |
| Rovigo Orange  | 2 - 0           | V.I.P.          |
| Union Fenice   | 2 - 2 (2-3 dtr) | Noalese         |
| Virtus Romagna | 5 - 2           | Sassoleone      |
| Decima SC      | 1 - 13          | Real Grisignano |

### Girone C
| Squadra 1       | Risultato   | Squadra 2           |
| --------------- | ----------- | ------------------- |
| Firenze         | 1 - 8       | Florentia           |
| Sabina Lazio    | 5 - 2       | PMB Roma            |
| Città di Capena | 8 - 4 (dts) | Atletico Foligno    |
| Perugia         | 3 - 7       | Pelletterie Firenze |

### Girone D
| Squadra 1    | Risultato       | Squadra 2            |
| ------------ | --------------- | -------------------- |
| Jasnagora    | 1 - 6           | Cagliari             |
| Civitanova   | 2 - 2 (2-1 dtr) | Dorica Torrette      |
| Prandone     | 1 - 3           | Atletico Chiaravalle |
| Mediterranea | 0 - 14          | Falconara            |

### Girone E
| Squadra 1    | Risultato | Squadra 2     |
| ------------ | --------- | ------------- |
| Molfetta     | 2 - 4     | New Team Noci |
| BRC Balduina | 4 - 6     | Coppa d'Oro   |
| FB5 Roma     | 0 - 3     | Best Sport    |
| Francavilla  | 1 - 10    | Montesilvano  |

### Girone F
| Squadra 1        | Risultato       | Squadra 2          |
| ---------------- | --------------- | ------------------ |
| Città di Taranto | 0 - 18          | Real Statte        |
| WFC San Marzano  | 2 - 1           | Atletic Taranto    |
| Rionero          | 1 - 1 (3-2 dtr) | Royal Team Lamezia |
| Venus Lauria     | 1 - 9           | Bisceglie          |

### Girone G
| Squadra 1 | Risultato | Squadra 2   |
| --------- | --------- | ----------- |
| Nuceria   | 2 - 4     | Napoli      |
| Irpinia   | 1 - 0     | Salernitana |
| Sarno     | 0 - 5     | DF Fasano   |

### Girone H
| Squadra 1         | Risultato | Squadra 2      |
| ----------------- | --------- | -------------- |
| Virtus Ciampino   | 3 - 10    | Lazio          |
| Frosinone         | 2 - 7     | Vis Fondi      |
| Olympia Zafferana | 1 - 2     | Real Praeneste |
| Castellammare     | 1 - 15    | Virtus Ragusa  |

## Secondo turno
Il secondo turno prevede quattro abbinamenti per ogni girone da disputarsi in gara unica. Per ogni girone si qualificano al turno successivo le quattro squadre vincenti gli abbinamenti per complessive 32 squadre. Gli incontri si sono disputati tra il 28 e il 29 settembre 2019.

### Girone A
| Squadra 1        | Risultato | Squadra 2 |
| ---------------- | --------- | --------- |
| San Biagio Monza | 0 - 10    | Kick Off  |
| Città di Thiene  | 2 - 7     | Padova    |

### Girone B
| Squadra 1      | Risultato | Squadra 2       |
| -------------- | --------- | --------------- |
| Rovigo Orange  | 5 - 0     | Noalese         |
| Virtus Romagna | 1 - 6     | Real Grisignano |

### Girone C
| Squadra 1       | Risultato       | Squadra 2           |
| --------------- | --------------- | ------------------- |
| Sabina Lazio    | 1 - 6           | Florentia           |
| Città di Capena | 0 - 0 (2-3 dtr) | Pelletterie Firenze |

### Girone D
| Squadra 1            | Risultato | Squadra 2 |
| -------------------- | --------- | --------- |
| Civitanova           | 1 - 8     | Cagliari  |
| Atletico Chiaravalle | 1 - 4     | Falconara |

### Girone E
| Squadra 1   | Risultato | Squadra 2     |
| ----------- | --------- | ------------- |
| Coppa d'Oro | 2 - 7     | New Team Noci |
| Best Sport  | 0 - 11    | Montesilvano  |

### Girone F
| Squadra 1       | Risultato | Squadra 2   |
| --------------- | --------- | ----------- |
| WFC San Marzano | 0 - 11    | Real Statte |
| Rionero         | 2 - 8     | Bisceglie   |

### Girone G
| Squadra 1 | Risultato       | Squadra 2 |
| --------- | --------------- | --------- |
| Napoli    | 1 - 10          | Salinis   |
| Irpinia   | 2 - 2 (1-2 dtr) | DF Fasano |

### Girone H
| Squadra 1      | Risultato | Squadra 2     |
| -------------- | --------- | ------------- |
| Vis Fondi      | 2 - 10    | Lazio         |
| Real Praeneste | 3 - 8     | Virtus Ragusa |

## Ottavi di finale
Gli incontri prevedono un abbinamento per ogni girone da disputarsi in gara unica tra il 18 e il 19 dicembre 2019. Si qualificano al turno successivo le vincenti degli abbinamenti per complessive 8 squadre.
| Squadra 1     | Risultato | Squadra 2           |
| ------------- | --------- | ------------------- |
| Padova        | 1 - 7     | Kick Off            |
| Rovigo Orange | 4 - 5     | Real Grisignano     |
| Florentia     | 3 - 6     | Pelletterie Firenze |
| Falconara     | 4 - 2     | Cagliari            |
| Montesilvano  | 2 - 0     | New Team Noci       |
| Real Statte   | 5 - 0     | Bisceglie           |
| DF Fasano     | 1 - 4     | Salinis             |
| Lazio         | 8 - 2     | Virtus Ragusa       |

## Quarti di finale
Gli incontri si sono disputati in gara unica il 22 gennaio 2020. La composizione degli accoppiamenti è stata definita tramite sorteggio effettuato il 20 dicembre 2019; le quattro squadre vincenti accedono alla fase finale.
| Squadra 1           | Risultato | Squadra 2       |
| ------------------- | --------- | --------------- |
| Salinis             | 5 - 4     | Kick Off        |
| Montesilvano        | 9 - 4     | Lazio           |
| Real Statte         | 5 - 3     | Falconara       |
| Pelletterie Firenze | 2 - 4     | Real Grisignano |

## Fase finale
La fase finale si è svolta il 22 e il 23 febbraio 2020 al PalaFiom di Taranto. Gli accoppiamenti sono stati determinati tramite sorteggio, effettuato il 13 febbraio 2020. Nelle partite di semifinale, in caso di parità al termine dei tempi regolamentari, si è passati direttamente alla disputa dei tiri di rigore, mentre in finale erano previsti due tempi supplementari di 5 minuti.

### Tabellone
|  | Semifinali | Semifinali      | Semifinali |         |              | Finale | Finale | Finale |  |
|  |            |                 |            |         |              |        |        |        |  |
|  |            | Montesilvano    | 6          |         |              |        |        |        |  |
|  |            | Montesilvano    | 6          |         |              |        |        |        |  |
|  |            | Real Grisignano | 1          |         |              |        |        |        |  |
|  |            | Real Grisignano | 1          |         | Montesilvano | 2      |        |        |  |
|  |            |                 |            |         | Montesilvano | 2      |        |        |  |
|  |            |                 |            | Salinis | 0            |        |        |        |  |
|  |            | Salinis         | 6          | Salinis | 0            |        |        |        |  |
|  |            |                 |            |         |              |        |        |        |  |
|  |            | Real Statte     | 1          |         |              |        |        |        |  |

### Semifinali
| Arbitri: | Silvia Volonterio (Como) Claudia Lozzi (Roma 2) |
| Crono:   | Luca Vincenzo Caracozzi (Foggia)                |

| |           |                          |
| Guidotti 9'40'’, 38'53'’ Belli 20'15'’ Ferrandi 21'15'’ (aut.) Bruna Borges 30'05'’ Xhaxho 30'50'’ | Marcatori | 13'33'’ (rig.) Privitera |

| Arbitri: | Krizia Zucchiatti (Tolmezzo) Chiara Amicucci (Avezzano) |
| Crono:   | Pasquale Marcello Falcone (Foggia)                      |

|                                                                                          |           |                   |
| Manieri 3'03'’, 24'00'’, 27'40'’, 31'37'’ Siclari 22'53'’ (rig.) Mansueto 35'48'’ (aut.) | Marcatori | 2'54'’ Soldevilla |

### Finale
| Arbitri: | Carlotta Filippi (Bergamo) Sara Lucia (Aosta) Vincenzo Buzzacchino (Taranto) |
| Crono:   | Giovanni Tessa (Barletta)                                                    |

| |            | |
| Amparo 2'22'’ Bruna Borges 36'56'’ | Marcatori  | |
| Ana Carolina Sestari Maria Amparo Luciléia Bruna Borges Federica Belli Claudia Antonaci Ersilia D'Incecco Roberta Diodato Eva Maria Ortega Giorgia Vianale Alessia Guidotti Aida Xhaxho | Formazioni | · Gabriella Tardelli · Taty · Valentina Siclari · Jessika Manieri · Bea Martin · Giusy Ceravolo · Ludovica Coppari · Pamela Presto · Nathalia Rozo · Felisia Forte · Claudia Brandolini · Maite |
| Aldo Di Pietro | Allenatori | Marcio Bica Coelho |